# Neuflize
Neuflize là một xã ở tỉnh Ardennes, thuộc vùng Grand Est ở phía bắc nước Pháp.

## Dân số
| 1962 | 1968 | 1975 | 1982 | 1990 | 1999 |
| ---- | ---- | ---- | ---- | ---- | ---- |
| 520  | 541  | 532  | 592  | 598  | 609  |